# Intressekontor
Intressekontor var förr en inrättning vid enskilda företag eller kommunala och statliga verk för att underlätta de anställdas strävan att ordna sina egna ekonomiska förhållanden på ett rationellt sätt. En vanlig uppgift för intressekontoren var att göra löneavdrag, vilka användes till att betala vissa utgifter för de anställda, som till exempel hyra och försäkringar. I vissa fall var intressekontoret även låneanstalt för de anställda. Genom intressekontoret kunde vidare gemensamma uppköp göras, varigenom besparingar vanns.
I Finland existerar ännu bland annat Helsingfors stads intressekontor (grundat 1934).